# B.P.V. VOL.1 (1995-1998)
『B.P.V. VOL.1 (1995-1998)』（ボニー・ピンク・ビデオ・ヴォリューム1）は、BONNIE PINKのビデオクリップ集である。2002年2月20日発売。発売元はポニーキャニオン。規格コードはPCBP-50510。

## 概要
ポニーキャニオン在籍時のビデオクリップを収録。その他、ライブ映像3曲と特典映像が収録されている。
このDVDの発売時、すでにBONNIE PINKはワーナーミュージック・ジャパンに移籍していたが、権利関係上ポニーキャニオンからの発売だった。後に発売される『B.P.V. VOL.2 (1999-2003)』と統一されたチャプター構成、デザインとなっていて、CD発売時のTV SPOT映像も収録されている。
また、このDVDは『BONNIE'S DINER』と題されたキャンペーン商品の一部で、同時期にリリースされたBONNIE PINK関連商品4タイトルのキャンペーン対象商品の内、3作品以上購入すると、オリジナル・ランチョンマットがプレゼントされた。またダブル特典として、抽選で全国共通ディナー券がプレゼントされた。

## 収録映像

### MUSIC CLIP映像
1. オレンジ
（ディレクター：信藤三雄）
2. Surprise!
（ディレクター：竹内鉄郎）
3. Do You Crash?
（ディレクター：竹内鉄郎）
4. Heaven's Kitchen
（ディレクター：竹内鉄郎）
5. It's gonna rain!
（ディレクター：ウスイヒロシ）
6. Forget Me Not
（ディレクター：竹内鉄郎）
7. evil and flowers
（ディレクター：竹内鉄郎）
8. 金魚
（ディレクター：タナカノリユキ）
9. 犬と月
（ディレクター：David Starkey）

## 特典映像
- Making of Heaven's Kitchen
- Making of 犬と月
- Bonnie Pink In Sweden
- Photo Gallery
- インストアライブ映像
- Bonnie Pink Tour “Goldfish”
- Best Album『Bonnie's Kitchen』販売告知TV SPOT